# Sysendam

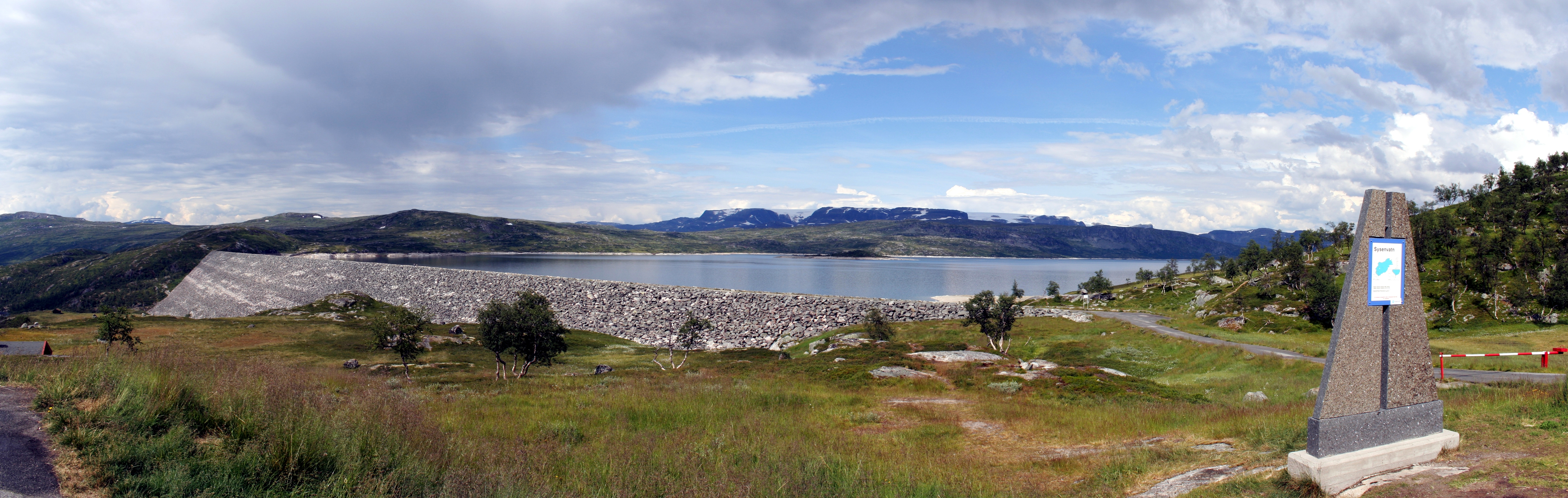
Sysendam

Sysendam is een dam bij het meer Sysenvatnet in de gemeente Eidfjord in het zuiden van Noorwegen.
De Sysendam is een van de grootste met stenen gevulde dam. De lengte is circa 1.160 meter. De dam bestaat uit 3,6 miljoen m³ steen.